# Списък със синглите номер 1 на Bulgarian National Top 40 (2012)
Това е списък със синглите, достигнали до първа позиция в класацията Bulgarian National Top 40 за 2012
година.
- Дивна, Миро & Криско – Ти не можеш да ме спреш
  - 8 седмици (1 януари – 19 февруари)
- Nayer с участието на Мохомби & Питбул – Suave (Kiss Me)
  - 1 седмица (20 февруари – 26 февруари)
- Мишел Тело – Ai Se Eu Te Pego
  - 2 седмици (27 февруари – 11 март)
- Джейсън Деруло – Breathing
  - 1 седмица (12 март – 18 март)
- Мишел Тело – Ai Se Eu Te Pego
  - 1 седмица (19 март – 25 март)
- Адел – Set Fire To The Rain
  - 1 седмица (26 март – 1 април)
- Flo Rida с участието на Сиа – Wild Ones
  - 1 седмица (2 април – 8 април)
- Мишел Тело – Ai Se Eu Te Pego
  - 4 седмици (9 април – 6 май)
- Готи с участието на Кимбра – Somebody That I Used To Know
  - 4 седмици (7 май – 3 юни)
- Графа & Бобо с участието на Печенката – Дим да ме няма
  - 11 седмици (4 юни – 19 август)
- Ангел & Мойсей с участието на Криско – Кой ден станахме
  - 6 седмици (20 август – 30 септември)
- Графа & Бобо с участието на Печенката – Дим да ме няма
  - 1 седмица (30 септември – 7 октомври)
- Сай – Gangnam Style
  - 9 седмици (8 октомври – 2 декември)
- Риана – Diamonds
  - 8 седмици (3 декември – 27 януари)